# Odznaka Honorowa Gryfa Pomorskiego
Odznaka Honorowa Gryfa Pomorskiego lub Odznaka Honorowa „Gryf Pomorski” – pierwsza polska regionalna odznaka honorowa. Występowała w różnych wersjach, pod różnymi nazwami, ze zmienianymi warunkami nadawania. Przyznawana 26 kwietnia na pamiątkę zdobycia miasta przez Armię Czerwoną oraz dni branżowych.
Wszystkie odznaki wykonywane były z tombaku i wykonane były jednostronnie (miały gładkie rewersy).

## Wersja z 1947
Odznaka pamiątkowa „Gryf Pomorski”
Ustanowiona 31 maja 1947 roku uchwałą Wojewódzkiej Rady Narodowej w Szczecinie dla wyróżnienia osób zasłużonych odbudowie Pomorza Zachodniego i jego polonizacji. Odznaka podzielona była na trzy stopnie – złoty z wawrzynem, złoty i srebrny.
Odznakę stanowił czerwony Gryf Pomorski na niebieskim polu, wewnątrz trójkątnej piastowskiej tarczy (wym. 40 × 40 mm), z napisem na otoku tarczy „WOJEWÓDZKA RADA NARODOWA W SZCZECINIE”. Rewers był gładki. Odznaka powieszona była na niebieskiej wstążce (szer. 40 mm) z czerwonym paskiem pośrodku (szer. 10 mm). Odznaka prawdopodobnie nie została wykonana.

## Wersja z 1957
Odznaka pamiątkowa „Gryfa Pomorskiego”
Wprowadzona 10 października 1957 odznaka podzielona została na dwa stopnie (złoty i srebrny). Nadawana była za zasługi położone przy zagospodarowaniu województwa szczecińskiego. Tarcza (choć teraz miała wym. 50 × 36 mm) zawieszona była na takiej samej wstążce i miała wygląd poprzedniej oprócz metalu – kolor metalu zależny był od stopnia. Zmieniono też napis na otoku na „NIE RZUCIM ZIEMI SKĄD NASZ RÓD” na bocznych krawędziach i „1947” na górnej krawędzi.

## Wersja z 1965
Odznaka „Gryfa Pomorskiego” / Odznaka pamiątkowa „Gryfa Pomorskiego”
Wprowadzona 29 marca 1965 odznaka miała tylko jeden stopień i wykonana była z metalu o kolorze złotym. Nadawana była za zasługi położone dla rozwoju województwa szczecińskiego. Nie zmienił się ogólny wygląd tarczy (wym. 41 × 37 mm), ale Gryf Pomorski umieszczony został na białym polu. Data z górnej krawędzi tarczy została usunięta. Odznakę zawieszono na metalowej zawieszce (wym. 36 × 5 mm), emaliowanej na czerwono z granatowymi paskami wzdłuż bocznych krawędzi. Na czerwonej emalii umieszczono datę „26•IV•1945” (data zdobycia Szczecina).

## Wersja z 1975 (odznaka)
Odznaka „Gryfa Pomorskiego”
Ustanowiona uchwałą WRN z 1975 jednostopniowa złocona tarcza (wym. 46 × 37 mm), z czerwonym gryfem na białym polu, otoczona napisem „ZA ZASŁUGI DLA POMORZA ZACHODNIEGO”, na metalowej zawieszce (wym. 34 × 8 mm), emaliowanej jak poprzednio, ale bez daty.

## Wersja z 1975 (medal)
Medal „Gryf Pomorski”
Ustanowiony uchwałą WRN z 1975 jednostopniowy medal nadawany był w uznaniu zasług dla Pomorza Zachodniego i miał wygląd kwadratu o zaokrąglonych rogach (wym. 35 × 35 mm), wewnątrz umieszczona została tarcza z czerwonym gryfem na białym polu, otoczony napisem „ZA ZASŁUGI DLA POMORZA ZACHODNIEGO” wokół krawędzi medalu. Mocowany był do podobnej zawieszki jak poprzednio (wym. 33 × 8 mm).

## Wersja z 1975 (medal jubileuszowy)
Medal XXX-lecia „Gryf Pomorski”
Ustanowiony 28 marca 1975 medal jubileuszowy był wprowadzony jednorazowo w celu usatysfakcjonowania wybitnie zasłużonych osób w jubileuszowym roku 1975 (trzydziestolecie zdobycia miasta). Miał wygląd poprzedniego medalu, tylko na zawieszce umieszczono złoconą cyfrę rzymską „XXX”.

## Wersja z 2002
Odznaka Honorowa Gryfa Zachodniopomorskiego